# Stuck on You (película)
Stuck On You es una película de comedia dirigida por los hermanos Bobby y Peter Farrelly, estrenada en 2003.

## Sinopsis
Bob y Walt son una pareja de hermanos siameses que siempre se han llevado estupendamente, sin embargo Walt desde pequeño ha tenido interés en ser famoso y por ello convence a Bob para que ambos vayan a Los Ángeles. Allí encontrarán la fama pero también la tentación de separarse y vivir cada uno por su camino. En Hollywood se encuentran con Cher, una reconocida cantante y ganadora del premio Óscar, ella los utilizará para abrirse camino a la fama nuevamente pero sin saberlo, llevará a los siameses a la cuna del cine.

## Reparto
- Matt Damon: Es Bob
- Greg Kinnear: Es Walt
- Eva Mendes: Es April
- Wen Yann Shih: Es May
- Cher: Actúa como sí misma y como la detective Honey Garriet.
- Dr. Benjamin Carson: Actúa como él mismo.
- Tom Brady: Computer geek 1
- Lawyer Milloy: Computer geek 2
- Frankie Muniz :novio menor de Cher (cameo)

## Cameos
Varios actores hicieron cameos para el film, entre ellos se destacan:
- Meryl Streep: hace una aparición especial en la película durante el musical final y también aparece en un restaurante comiendo.

- Frankie Muniz: a pesar de la gran diferencia de edad que existe entre ellos, Frankie Muniz (18 años) interpreta al novio universitario de Cher (58 años).

- Rhona Mitra: Esta reconocida modelo y actriz, aparece por unos segundos en el film.

- Jay Leno: Los siameses aparecen en el programa de Jay Leno.

- Luke Wilson: En el programa de Jay Leno, también podemos observar al reconocido actor Luke Wilson.

## Trivia
- La canción "Human" de Cher, fue reversionada para la película.
- A los dos minutos de empezar los créditos finales podemos disfrutar de un discurso de Rocker. Muy emotivo y nada cómico.

## Banda de sonido
"Here Comes Your Man"
Escrita por Frank Black (como Black Francis)
Interpretada por The Pixies
Cortesía de 4AD
"Wild Horses" 

Escrita por Mick Jagger y Keith Richards 

Interpretada por The Rolling Stones 

Cortesía de ABKCO Music & Records, Inc.
"I'd Walk a Thousand Miles" 

Escrita e interpretada por Randy Weeks
"This Is the Last Time"

Escrita e interpretada por Randy Weeks
"Fire" 

Escrita e interpretada por Jimi Hendrix

Cortesía de Experience Hendrix LLC/MCA Records 

Bajo licencia de Universal Music Enterprises
"Childish"

Escrita por Joe Keefe

Interpretada por Unbusted

"Welcome Home" 

Escrita e interpretada por Morten Abel

Cortesía de Virgin Records Norway

Según acuerdos con Hacate Entertainment Group, LLC
"Moonlight Feels Right"

Escrita por Michael Blackman

Interpretada por Starbuck

Cortesía de San Juan Music Group

"We're Off to See the Wizard"

Escrita por Harold Arlen y E.Y. Harburg
"Moon River"

Escrita por Henry Mancini

Letra de Johnny Mercer

Interpretada por Andy Williams

Cortesía de Columbia Records según acuerdos con Music Licensing
"Holy Roller Novocaine"

Escrita por Nathan Followill, Caleb Followill y Angelo

Interpretada por Kings of Leon

Cortesía The RCA Records Label, una unidad de BMG bajo licencia de BMG Film & Television Music
"Morenita"

Escrita e interpretada por Graham Preskett y Mauricio Venegas

Cortesía de Associated Production Music LLC
"Love, Love, Love"

Escrita por Charlie Gartner

Interpretada por The Tigers

Cortesía de camp geo:eva records
"Fight Fight Fight"

Escrita e interpretada por Will Schafer

Cortesía de Associated Production Music LLC
"I See Through the Eyes of My Friend"

Escrita por Irwin Rubinsky y Danny Bergen

Cortesía de Out-A-Sight
"Molly's Chambers"

Escrita por Nathan Followill, Caleb Followill y Angelo

Interpretada por Kings of Leon

Cortesía de The RCA Records Label, una unidad de BMG bajo licencia de BMG Film & Television Music
"Bourbon"

Escrita por Charlie Gartner

Interpretada por The Tigers

Cortesía de camp geo:eva records
"Seed to Sow"

Escrita por Joe Keefe

Interpretada por Unbusted
"Human"

Escrita por Martin Patrick Crotty - A.K.A. Flynn

Interpretada por Cher

Producida por David Kahne

Cher aparece por cortesía de Warner Bros. Records
"She Gets Around"

Escrita por Tom Wolfe

Interpretada por Buva

Cortesía de hi-fi in motion
"The Hustle"
Escrita e interpretada por Van McCoy

Cortesía de Amherst Records, Inc./Mercury Records Limited (Londres)

Bajo licencia de Universal Music Enterprises
"Entry of the Gladiator"

Escrita por Julius Fucík
"Prime Time"

Written and Performed by William Goodrum (como Billy Goodrum)
"La La Loves You"

Escrita por Frank Black (como Black Francis)

Interpretada por The Pixies

Cortesía de 4AD
"No More Running Away"

Escrita por Ben Taylor y Bobby Icon

Interpretada por Ben Taylor Band

Cortesía de Iris Records según acuerdo con Ocean Park Music Group
"California Waiting"

Escrita por Nathan Followill, Caleb Followill y Angelo

Interpretada por Kings of Leon

Cortesía de The RCA Records Label, una unidad de BMG, bajo licencia de BMG Film & Television Music
"Hubble"

Escrita por Charlie Gartner

Interpretada por The Tigers

Cortesía de camp geo:eva records
"Summer Parade"

Escrita por Andy Chase

Interpretada por Brookville

Cortesía de Unfiltered Records
"It Never Rains in Southern California"

Escrita por Albert Hammond & Mike Hazlewood

Interpretada y producida por Pete Yorn

Pete Yorn aparece por cortesía de Columbia Records
"I Fall Asleep"

Escrita por Tom Wolfe

Interpretada por Buva

Cortesía de hi-fi in motion
"Soft Hand"

Escrita por Robert Fisher

Interpretada por Willard Grant Conspiracy

Cortesía de Robert Fisher
"Alone Again (Naturally)"

Escrita por Gilbert O'Sullivan (como Raymond O'Sullivan)

Interpretada por Gilbert O'Sullivan

Cortesía de Grand Upright Music Ltd.
"Moon River"

Escrita por Henry Mancini

Letra de Johnny Mercer

Producida y arreglada por Michael Andrews
"Baby I'm-A Want You"

Escrita por David Gates

Interpretada por Bread

Cortesía de Elektra Entertainment Group por acuerdo con Warner Strategic Marketing
"It's Raining Men"

Escrita por Paul Shaffer y Paul Jabara

Interpretada por The Weather Girls

Cortesía de Columbia Records por acuerdos con Sony Music Licensing
"Another Wasted Weekend"
Escrita e interpretada por Unbusted
"The Fear of Being Alone"

Escrita por Walt Aldridge y Bruce Miller

Interpretada por Reba Schappell

Cortesía de A&E Network and Sound Source Music
"Summertime"

de la ópera "Porgy and Bess"

Música de George Gershwin

Letra de DuBose Heyward

Interpretada por Billy Stewart

Producida por Michael Andrews
"Welcome Home"

Escrita e interpretada por Morten Abel
- Datos: Q301077